# L'Épervier (bande dessinée)
Pour les articles homonymes, voir Épervier (homonymie).
L'Épervier est une série de bande dessinée historique de Patrice Pellerin.

## Synopsis
Premier cycle (tomes 1 à 6) :
Le chevalier Yann de Kermeur, surnommé « l'Épervier » (« Ar Sparfell » en breton), est un ancien pirate condamné aux galères puis gracié par Louis XV, qui a fait de lui un corsaire du roi de France. Accusé d'un crime qu'il n'a pas commis (le meurtre du comte de Kermellec), il se bat pour rester libre et faire éclater la vérité. En s'efforçant de reconquérir son équipage et son bateau, « la Méduse », il se trouve lancé sur la piste d'un trésor mystérieux qui l'entraîne jusqu'en Guyane.
Deuxième cycle (tomes 7 à 10 déjà parus) :
Le chevalier Yann de Kermeur, à présent innocenté, a repris sa place de corsaire du roi. Ayant dû renoncer à la femme qu'il aime, Agnès de Kermellec, laquelle est obligée d'épouser le marquis de Beaucourt, Yann de Kermeur est chargé d'une mission secrète par le roi et son ministre de la Marine, Maurepas. Il doit se rendre au Canada, porteur d'un message qui ne pourra être ouvert que sur place. Il doit prendre trois passagers à son bord, le capitaine Wagner, officier colérique ; le baron de Villéon, ivrogne notoire mais fin connaisseur du Canada ; et la princesse amérindienne Mali, dont la présence mystérieuse à bord de « la Méduse » semble attirer les navires anglais. Pendant ce temps, Agnès de Kermellec découvre – mais trop tard – que le marquis de Beaucourt est un homme violent et criblé de dettes.

## Historique
Patrice Pellerin, qui travaillait à la série Barbe-Rouge, imaginée par Victor Hubinon et Jean-Michel Charlier, ne veut pas reprendre seul la série à la mort de ce dernier, en juillet 1989, et décide de créer une nouvelle série maritime. Installé avec sa famille dans la région brestoise au début des années 1990, il affirme que « la série est née de [son] envie d'utiliser de tels décors ». Les trois premiers albums se déroulent dans cet espace de quelques kilomètres carrés. Il découvre dans un livre sur Brest l'existence d'un petit contrebandier local surnommé l'Épervier de Crozon. Le nom lui plaît. Il réutilise pour le premier album une histoire écrite pour Barbe Rouge. Éric, son fils adoptif, devient Yann de Kermeur, Baba et Triple Patte respectivement Cha-Ka et Main de fer. Comme le côté un peu bellâtre d'Éric ne lui plaisait pas trop, il a cherché à créer un personnage plus consistant, plus mystérieux, au passé assez violent. Les noms des personnages sont empruntés à sa propre famille : Kermellec, Pouliquen, De Penhoët.
Le souci du réalisme rend difficile la présence de personnages féminins. Seules des prostituées ou, exceptionnellement, des grandes dames pouvaient vraisemblablement se trouver sur un navire non marchand, ce qui explique Marion et la comtesse de Kermellec.

## Documentation
La documentation s'appuie sur une documentation variée, dont Patrice Pellerin fournit la liste :
Il s'est appuyé sur plusieurs ouvrages de différents auteurs :
- Jean Boudriot, spécialiste de l'histoire maritime du XVIIIe siècle, les documents et les maquettes du Musée national de la Marine :
  - Le Vaisseau de 74 canons : traité pratique d'art naval, 1973-1977 ;
  - "La Renommée", 1993 ;
  - Le Bateau de Lanvéoc, traversier de la rade de Brest des XVIIe et XVIIIe siècles, 1988 ;
  - Le navire marchand : Ancien régime, vol. 2 : "Le Mercure", 1730 : navire au commerce ;
  - La Diligente ;
  - Les uniformes de la Marine royale française, 2003.
- Alain Boulaire :
  - Brest et la marine royale de 1660 à 1790. Thèse de doctorat d'État ;
  - Brest au temps de la Royale Éditions de la Cité ;
  - Brest des Ozanne. Éditions Ouest-France ;
  - Voile et voiliers au temps de Louis XV et Louis XVI. Éditions du May
- Yannick Le Roux :
  - L'Habitation guyanaise sous l'Ancien Régime. Thèse de doctorat d'État ;
  - Une habitation en Guyane au XVIIIe siècle. Inspection académique de la Guyane.

À cela s'ajoute des gravures ou peintures des artistes suivants (dont le bédéiste ne fournit que le nom de famille) :
- François Boucher ;
- Jean Siméon Chardin ;
- de Troy ;
- Nicolas Lancret ;
- Ozanne ;
- Van Blarenberghe ;
- Van Loo ;
- Vernet ;

Enfin, Pellerin s'est aussi servi de la documentation fournie par ces musées :
- Le musée national de la Marine de Brest ;
- Le musée national de la Marine de Rochefort ;
- Le musée national de la Marine de Toulon ;
- Le musée national de la Marine, les salles XVIIIe siècle du musée du Louvre, ainsi que le musée de l'Armée à Paris ;
- Le Musée de l'Empéri à Salon-de-Provence.

## Personnages

### Yann de Kermeur
Yann de Kermeur est surnommé l'Épervier, oiseau figurant sur les armoiries de sa famille et dont l'extrême audace ressemble à la sienne.
Il est capitaine d'un vaisseau du roi, la Méduse. Condamné aux galères pour piraterie mais gracié par le roi, il porte la fleur de lis sur une épaule. Il possède des entrepôts à Landerneau et au Faou, dispose d'un repaire secret à Roc'h an Ankou (le roc du squelette) et a de nombreux appuis à Brest, où ses campagnes ont rapporté gros aux armateurs. A de nombreux succès féminins. Ses hommes lui sont très dévoués.
Son père, le baron de Kermeur, était un hobereau breton couvert de dettes. Il a combattu les Anglais en compagnie du comte de Kermellec. Quand il est tué dans un duel, Yann a cinq ans, il est sauvage, crasseux, et ne parle que trois mots de français. Sa mère tente de se suicider. Il est recueilli par le comte de Kermellec qui s'attache à lui, lui enseigne les armes et l'équitation. Lorsque Yann a huit ans, sa mère se remarie avec un riche marchand qui possède des terres en Amérique. Elle y emmène son fils. Mais elle meurt six mois après, d'une mauvaise fièvre. Son mari repart peu de temps après, abandonnant l'enfant. Yann est recueilli par les Jésuites mais sitôt ses devoirs terminés, il se réfugie chez les Amérindiens. La mère de Cha-Ka devient un peu la sienne. Cha-Ka et Yann vivent comme des frères et parcourent la jungle.
Yann et le comte de Kermellec se retrouvent bien plus tard, dans l'île de Cayenne, en Guyane équatoriale. Yann sert de guide au comte. Ils retrouvent leur complicité. Lors d'une de leurs expéditions, Yann sauve la vie du comte et manque de perdre un œil (il en garde une cicatrice qui lui traverse la partie gauche du visage).

### Autres personnages

#### Cycle 1
- Le comte de Kermellec : meurt assassiné. Il a parcouru le monde à la recherche d'objets archéologiques et de fossiles pour enrichir ses collections.
- La comtesse Agnès de Kermellec : petite-fille du comte. Orpheline à 10 ans, elle est recueillie par son grand-père. Il lui apprend le maniement des armes. Bien qu'elle n'ait jamais rencontré Yann, ils ont des souvenirs communs : ils ont été élevés par le même homme, sur les terres de Kermellec.
- Hervé de Villeneuve : cousin d'Agnès. Connu comme tortionnaire de Yann durant sa peine aux galères, c'est un homme violent qui, criblé de dettes auprès de Mr de La Motte de Kerdu, assassine son oncle, le comte de Kermellec, pour convoiter son trésor.
- Monsieur de La Motte de Kerdu : procureur du roi. Il est chargé de capturer l'Epervier, soupçonné de meurtre sur le comte de Kermellec. Il est en réalité complice du complot de Hervé de Villeneuve et tous deux partent à la recherche du trésor de Kermellec.
- Marion : prostituée, amoureuse de Yann
- Cha-Ka : Indien guyanais, frère de sang de Yann
- Main-de-fer : vieux corsaire avec une main de métal à la place de sa main gauche qu'il a perdue à la suite d'une blessure, second de Yann.
- Pisse-roide : corsaire, un des plus anciens et plus fidèles compagnons de Yann.
- Asani : esclave africain sauvé et affranchi par Yann (tome 5). Il devient en quelque sorte son autre frère de sang avec Cha-Ka.
- Les frères Pouliquen : quatre mauvais malfrats qui vouent une haine contre Yann de Kermeur, depuis la mort de l'un des leurs dans le tome 3. Les trois frères survivants, engagés par les conspirateurs dans le tome 7 seront progressivement en manquant de tuer Yann.

#### Cycle 2
- Le marquis de Beaucourt : promis à Agnès de Kermellec par son grand-père, c'est en réalité un homme criblé de dettes et violent. Il épouse Agnès pour ensuite l'assassiner et récupérer sa fortune. C'est la raison pour laquelle le comte de Kermellec avait convoqué Yann de Kermeur chez lui le soir de sa mort (tome 1). Le marquis fait partie des conspirateurs.
- Aude de Séverac : grande courtisane, elle est en réalité un des principaux lieutenant des conspirateurs. Elle tente d'éliminer Yann de Kermeur avant son départ pour le Québec mais échoue.
- Le roi Louis XV : roi de France qui charge Yann de sa mission au Canada.
- Le comte Jean-Frédéric Phélypeaux de Maurepas : ministre de la Marine de Louis XV.
- Monsieur de Chévigné : proche du ministre de la marine, bien informé, il fait partie des conspirateurs dont il est, en réalité, infiltré pour le ministre.
- Le capitaine Wagner : officier suisse du régiment de Karrer, homme arrogant qui voyage à bord de la Méduse. Il est arrêté pour mutinerie contre la Méduse à Louisbourg.
- Monsieur de Villéon : poète et semble-t-il ivrogne, passager sur la Méduse. C'est en réalité un agent secret du Roi qui se faisait passer pour un ivrogne afin de mieux observer l'équipage pendant le voyage jusqu'au Québec.
- Princesse Mali : princesse amérindienne, passagère de la Méduse. La raison de sa présence est qu'elle a signé un nouveau traité pour son père auprès du roi. Yann doit la ramener en vie dans sa tribu indienne pour que le traité d'alliance soit valable. Elle est la cible du complot qui s'est noué à Versailles pour déstabiliser le royaume.

## Lieux
Lors de ses aventures dans le Finistère, en Guyane, à Versailles, au Québec, l'Épervier traverse de nombreux sites : 
- la ville de Brest, et notamment le quartier de Recouvrance, le château et la rade ;
- la presqu'île de Crozon, où se trouve son repaire secret, Roc'h an Ankou ;
- la tour Vauban, à Camaret-sur-Mer ;
- le fort de Bertheaume, à Plougonvelin ;
- le Vieux-Port de La Rochelle, à La Rochelle ;
- la Guyane, la plus ancienne des colonies françaises. Patrice Pellerin a restitué dans les albums les lieux suivants (non exhaustifs) : Cayenne, l'habitation Loyola de la Compagnie de Jésus (situé sur l'actuelle commune de Remire-Montjoly), le Mahury ;
- le château du Taureau, en Baie de Morlaix ;
- le château de Versailles, à Versailles ;
- la Grande Écurie, à Versailles ;
- le pont au Change, à Paris ;
- la citadelle de Port-Louis, à Port-Louis ;
- la forteresse de Louisbourg, à Louisbourg ;
- le château de Kerjean, à Saint-Vougay ;
- le pont de Rohan, à Landerneau.

## Albums
- Cycle 1 (Dupuis, coll. Repérages)
  - Tome 1 : Le Trépassé de Kermellec (1994)
  - Tome 2 : Le Rocher du crâne (1995)
  - Tome 3 : Tempête sur Brest (1997)
  - Tome 4 : Captives à bord (1999)
  - Tome 5 : Le Trésor du Mahury (2001)
  - Tome 6 : Les Larmes de Tlaloc (2005)
  - Édition intégrale - Premier cycle (2005)  (ISBN 2-8001-3759-2)
- Archives secrètes (2006)
- L'Epervier, secrets de tournage (2011)
- Cycle 2 (Soleil, coll. Quadrants)
  - Tome 7 : La Mission (2009)
  - Tome 8 : Corsaire du Roy (2012)
  - Tome 9 : Coulez la Méduse ! (2015)
  - Tome 10 : La Princesse indienne (2020)
  - Tome 11 : Redcoat (à paraître en 2025)
- Les escales d'un corsaire (2013)
- Les années d'apprentissage - Les racines de L’Épervier, Éditions i, 2024

## Récompenses
- 2009 : Prix Haxtur de la meilleure histoire longue

- 2016 : La série reçoit le prix Historia de la bande dessinée historique.

## Adaptation
Une adaptation pour la télévision a été tournée en 2010, sous la direction de Stéphane Clavier. Six épisodes de 52 minutes sont diffusés sur France Télévisions à partir du 18 juin 2011. Le casting comprend :
- Aurélien Wiik : Yann de Kermeur ;
- Martin Lamotte : le marquis de la Motte de Kerdu ;
- Lou Doillon : Marion ;
- Fanny Valette : Agnès de Kermellec ;
- Grégoire Colin : Cha-Ka ;
- Thibault de Montalembert : Hervé de Villeneuve.